# Paraechinus
Paraechinus is een geslacht van zoogdieren uit de familie van de egels (Erinaceidae). De wetenschappelijke naam van het geslacht werd in 1879 gepubliceerd door Édouard Louis Trouessart.

## Soorten
Er worden 4 soorten in dit geslacht geplaatst:
- Paraechinus aethiopicus (Ehrenberg, 1832) – Abessijnse egel
- Paraechinus hypomelas (Brandt, 1836) – Egel van Brandt
- Paraechinus micropus (Blyth, 1846) – Indische egel
- Paraechinus nudiventris (Horsfield, 1851)